# Política de Sud-Àfrica
La política de Sud-àfrica actua sota un sistema parlamentari inspirat en el Britànic, el de Sistema Westminster. El sistema parlamentari sud-africà és notablement diferent a altres sistemes de països de la Mancomunitat de Nacions (Commonwealth), al no haver-hi separació entre els caps d'estat i govern, tot i que es troba lluny del presidencialisme.
Una característica especial és que els seus tres poders principals resideixen en tres ciutats diferents: el poder executiu, el Govern, es troba a Pretòria; el legislatiu, l'Assemblea Nacional, a Ciutat del Cap; el judicial, el Tribunal Suprem, a Bloemfontein.

## Constitució de 1994
La constitució actual, la cinquena del país, va ser redactada pel Parlament elegit l'any 1994 en les eleccions generals de Sud-àfrica de 1994. Va ser promulgada pel president Nelson Mandela el 10 de desembre de 1996, per substituir la Constitució de l'any 1961 que promulgava el sistema d'apartheid.
Finalment, va ser publicada el 18 de desembre d'aquest any, i va entrar en vigor el 4 de febrer de 1997, en substitució de la Constitució provisional del 1993.
Des de 1996, la Constitució ha estat reformada en disset ocasions.

## Poder executiu
El president de Sud-àfrica és el cap d'Estat i el cap de govern. Aquest és elegit pel parlament bicameral, que constitueixen l'Assemblea Nacional de Sud-àfrica com a cambra baixa i el Consell Nacional de les Províncies com a cambra alta, per un període de 6 anys. A la pràctica el president és el líder del partit majoritari al parlament.
El President nomena al govern, és a dir, al Vicepresident i els ministres, així com les seves facultats i funcions, podent-los destituir. El President pot nombrar tants ministres i ministeris com vulgui d'entre parlamentaris de l'Assemblea Nacional i no pot nombrar més de dues persones que no en formin part. Els viceministres no són membres del Govern, i ajuden als ministres pertinents en l'acompliment de les seves funcions.

## Poder legislatiu
El parlament de Sud-àfrica és bicameral, i el conformen:
- Assemblea Nacional: composta de 400 membres, elegits per vot popular a través d'un sistema electoral proporcional, en què la meitat dels membres es trien proporcionalment de 9 llistes provincials i la meitat restant de les llistes nacionals per restablir la proporcionalitat.
- Consell Nacional de les Províncies: el qual va reemplaçar al Senat en 1997, està format per 90 membres, 10 per cada província, que és triat com una sola delegació per cada govern provincial. Una delegació provincial conté sis delegats permanents i quatre delegats especials. La representació del partit a la delegació ha de reflectir proporcionalment la representació del partit a la legislatura provincial, d'acord amb una fórmula escrita a la Constitució.

## Poder judicial
La branca judicial està encapçalada per la Cort Suprema d'Apel·lació, conformada per 23 ministres nomenats pel president a proposta de la Comissió del Servei Judicial.
A cada província hi ha una Alta Cort, que es pot descentralitzar a ciutats o circuits determinats.
En els tribunals de primera instància, els tribunals civils, es reconeix l'autoritat tradicional dels pobles originaris.
Pels assumptes d'índole constitucional existeix la Cort Constitucional.
La persecució criminal és a càrrec de l'Autoritat Nacional de Prosecució.

## Organització territorial
Sud-àfrica està organitzat com un estat regional, on les províncies compten amb algunes facultats legislatives.
Cada província està governada, durant cinc anys, per una única cambra (Parlament regional), escollit per un sistema de representació proporcional de llistes de partits. Les eleccions sempre són el mateix dia que les eleccions de l'Assemblea Nacional.
La Parlament provincial tria un primer ministre, que n'és el cap de l'executiu. Al seu torn, s'escull un govern provincial compost entre cinc i deu membres.
Els poders del govern provincial es limiten a la constitució, per exemple, agricultura, educació, salut i habitatge públic. En alguns d'aquestes transferències el Govern Central defineix un marc normatiu sota el qual n'estaran subjectes, però en d'altres la constitució els cedeix poders exclusius.
Les províncies no tenen sistemes judicials propis, ja que l'administració de justícia és responsabilitat del govern nacional.
El govern local a Sud-àfrica consta de municipis de diversos tipus. Les àrees metropolitanes més grans (Johannesburg, Pretòria i Ciutat del Cap) estan governades per municipis metropolitans, mentre que la resta del país està dividit en districtes, cadascun dels quals consta de diversos municipis locals.

## Partits polítics
Des del final de l'apartheid el 1994, el Congrés Nacional Africà (ANC) ha dominat la política de Sud-àfrica. L'ANC és el partit governant a la legislatura nacional, així com a vuit de les nou províncies. L'ANC va rebre el 57,50% dels vots durant les eleccions generals del 2019.
El principal partit d'oposició és l'Aliança Democràtica, que representa sobretot la minoria blanca del país. Altres partits polítics importants representats al Parlament inclouen Lluitadors per la Llibertat Econòmica i l'Inkatha, que representa principalment als poble zule.